# Кумакура, Мисаки
Мисаки Кумакура (яп. 熊倉 美咲; род. 29 марта 1983, Окегава, Сайтама) — японская гребчиха, выступавшая за сборную Японии по академической гребле в 2003—2008 годах. Участница ряда крупных международных регат, в том числе гребной регаты на летних Олимпийских играх в Пекине.

## Биография
Мисаки Кумакура родилась 29 марта 1983 года в городе Окегава префектуры Сайтама, Япония.
Заниматься академической греблей начала в 1998 году, состояла в гребной команде во время учёбы в Университете Васэда, неоднократно принимала участие в различных студенческих регатах. Позже представляла Центральную больницу города Тода.
Дебютировала в гребле на международном уровне в сезоне 2003 года, когда вошла в состав японской национальной сборной и выступила на молодёжной регате в Белграде, где в зачёте парных двоек стала восьмой. Год спустя на молодёжной регате в Познани в лёгких парных двойках финишировала четвёртой.
Начиная с 2005 года выступала среди взрослых спортсменок, в частности в этом сезоне впервые приняла участие в Кубке мира, став четырнадцатой на этапе в Люцерне, стартовала на домашнем чемпионате мира в Гифу, где в лёгких парных четвёрках была шестой.
В 2007 году в лёгких парных двойках заняла 17 место на этапе Кубка мира в Люцерне и девятое место на мировом первенстве в Мюнхене.
Благодаря череде удачных выступлений удостоилась права защищать честь страны на летних Олимпийских играх 2008 года в Пекине — в программе двоек парных лёгкого веса вместе с напарницей Акико Ивамото сумела квалифицироваться лишь в утешительный финал В и расположилась в итоговом протоколе соревнований на девятой строке. 
После пекинской Олимпиады Кумакура больше не показывала сколько-нибудь значимых результатов в академической гребле на международной арене.